# Nicolau de Abreu Castelo Branco
Nicolau de Abreu Castelo Branco foi um administrador colonial português que exerceu o cargo de Governador e de Capitão-General na Capitania-Geral do Reino de Angola entre 1824 e 1829, tendo sido antecedido por Cristóvão Avelino Dias e sucedido por José Maria de Sousa Macedo Almeida e Vasconcelos, Barão de Santa Comba Dão.